# 庫利基夫 (舍普季茨基區)
庫利基夫（烏克蘭語：Куликів），是烏克蘭西部利沃夫州舍普季茨基区的村庄，始建於1505年，面積1.017平方公里，海拔高度213米，2001年人口630，該村庄人口密度每平方公里619.47人。